# Serica koshiana
Serica koshiana är en skalbaggsart som beskrevs av Ahrens 1999. Serica koshiana ingår i släktet Serica och familjen Melolonthidae. Inga underarter finns listade i Catalogue of Life.